# Jan Zeising
Jan Zeising, Johannes Zeising, Jan Čížek († 15. dubna 1528, Brno) byl slezský františkánský mnich, později přívrženec Jednoty bratrské a nakonec novokřtěnec.
Z rozkazu krále Ferdinanda I. byl dne 14. dubna 1528 upálen v Brně.